# United States Army Installation Management Command
Le U.S. Army Installation Management Command (IMCOM) est l'un des onze Direct Reporting Units (DRU) de la U.S. Army basé à San Antonio, Texas.

## Organisation
L'IMCOM est composé des éléments suivants:
- Installation Management Command National Capital Region District
- Installation Management Command West Region
- Installation Management Command Northeast Region
- Installation Management Command Southeast Region
- Installation Management Command Pacific Region
- Installation Management Command Europe Region
- Installation Management Command Korea Region